# Gustave Fould
Pour les autres membres de la famille, voir Famille Fould.
Gustave-Eugène Fould (19 février 1836 à Paris - 24 août 1884 à Asnières) est un homme de lettres et politique français.

## Biographie
Fils d'Achille Fould, il s'occupa activement de littérature et de théâtre sous le nom de Gustave de Jalin, et eut une existence assez agitée. Son mariage à l'étranger avec Mlle Valérie, pensionnaire de la Comédie-Française, fit quelque bruit, à cause de l'opposition de la famille.
Il fut élu, le 6 juin 1869, député au Corps législatif par la 1re circonscription des Basses-Pyrénées, et siégea jusqu'au 4 septembre, avec une indépendance relative, dans les rangs de la majorité.
En septembre 1870, il entra dans le corps des « Éclaireurs de la Seine » de Franchetti, se distingua par des actes de courageuse témérité, notamment à l'affaire de la Malmaison, et fut nommé capitaine d'état-major de la garde nationale. Il forma alors un corps de cavalerie, sous le nom des « Volontaires de la France », qui n'eut pas l'occasion de se signaler.
Eugène Fould, journaliste connaissait en 1871 le physicien d’Almeida, quand ce dernier s’est intéressé le premier à la Poste Photographique. Mr Fould et ces collègues avaient eu la même idée que le physicien et avaient fait appel dans cette direction à l’administration des postes. 
Gustave Fould se présenta sans succès aux élections municipales de Paris en juillet 1871, et tenta sans succès de rentrer dans la vie politique aux élections du 14 octobre 1877, dans la 2e circonscription de Pau.
En 1876, il fit représenter au Gymnase, en collaboration avec Alexandre Dumas et sous le pseudonyme de Gustave de Jalin, une comédie: la Comtesse Romani, qui obtint un vif succès.
Atteint de paralysie dans les dernières années de sa vie, il se retira à Asnières où il mourut. 
Son épouse, Wilhelmine Joséphine Simonin, sous la signature de  Gustave Haller, a publié divers ouvrages de littérature. Ils sont les parents de Consuelo Fould et de Georges Achille Fould.